# Klincz (film 1979)
Klincz – polski film obyczajowy z 1979 roku w reżyserii Piotra Andrejewa.

## Fabuła
W małym miasteczku, gdzie głównym pracodawcą są zakłady naprawy parowozów, przedwojenny bokserski Mistrz Polski Tadeusz Pałczyński – „Pałka” stara się założyć amatorski klub bokserski. By rozbudzić wyobraźnię kilkunastoletnich członków klubu, prosi silnego i dużego chłopaka Jerzego Olejniczaka – „Oleja”, by narysował moment słynnych walk z historii boksu. Pałka ma świadomość, że boks jako masowy amatorski sport się skończył, bo jak mówi, „boks najlepiej wypadał w radio”, ale i dlatego, że boks został popsuty przez manipulacje rezultatami walk na ringu.
Zainspirowany przez Pałkę, Olej zostaje bokserem i okazuje się, że ma wielki talent. Wbrew wydanym mu poleceniom przez działaczy bokserskich nie zgadza się przegrać walki z odchodzącym na emeryturę starym bokserem Kołosiewiczem. Mówi, że Kołosiewicz nie chciał walczyć w oszukanej walce. Olej zostaje zdyskwalifikowany, ale po pewnym czasie znowu walczy, wygrywa, zostaje jak Pałka Mistrzem Polski i wyjeżdża na międzypaństwowy mecz do Chicago. Po walce pokazuje kolegom z parowozowni wielki amerykański puchar.

## Obsada
- Tomasz Lengren – Jerzy „Olej” Olejniczak
- Bolesław Smela – Tadeusz „Pałka” Pałczyński
- Janusz Sykutera – prezes Szpakowski
- Jan Tesarz – prezes klubu „Znicz”
- Wiesław Gołas – majster Król
- Agyei Johnson – sekundant reprezentanta USA
- Zdzisław Leśniewicz – Tadeusz „Pałka” Pałczyński w młodości
- Barbara Bursztynowicz – Bożena, córka Szpakowskiego
- Marek Wojciechowski(inne języki) – delegat związku
- Alfred Kopysiewicz – trener Wałatek
- Zbigniew Szymaniak – Zbigniew Kołosiewicz
- Lech Adamowski – Wachowiak
- Stanisław Manturzewski – księgowy „Znicza”
- Andrzej Hudziak – Franciszek
- Michał Leśniak – majster Drzymalski
- Jacek Bursztynowicz – Pastuszek
- Jerzy Dygas – Migoń
- Jerzy Sagan – dyrektor
- Antoni Czortek – bokser oświęcimiak
- Antoni Komuda – sekundant Kołosiewicza
- Stanisław Zalewski – masażysta Stasio
- Ludwik Pak – Eddie Fray
- Ryszard Lechniak – Bowen
- Jan Orsza-Łukaszewicz – lekarz Bowena
- Jerzy Moes – spiker

## Produkcja
Zdjęcia kręcono w Warszawie, Nowym Dworze Mazowieckim, Skierniewicach (parowozownia), Katowicach (Spodek) i Chicago.